# Iveco Eurocargo
Der Iveco Eurocargo ist eine Modellreihe von Lastkraftwagen der italienischen Firma Iveco. Konzept und Design entstand im IVECO Design Center (Neu-Ulm) unter der Leitung von Leonhard Schmude mit Unterstützung von Italdesign. Direkt im ersten Jahr seines Debüt 1992 erhielt er die Auszeichnung „Truck of the Year“. Er deckt seit 1992 als Nachfolger der luftgekühlten MK-Baureihe von Iveco-Magirus, der X-Reihe von Iveco-Fiat und des Ford Cargo von Iveco-Ford den Bereich von 6,5 bis 26 Tonnen ab. Insgesamt sind vier Fahrerhaus-Varianten lieferbar: Kurzes/Langes Flachdach, Langes Hochdach & Doppelkabine. Wahlweise können nur die Hinterräder (4x2) oder alle Räder angetrieben werden (4x4). In Standardausführung wird der Eurocargo nur als Fahrgestell ausgeliefert, es besteht jedoch die Option den Eurocargo auch als Sattelzugmaschine umzubauen.
In Südamerika wird ein ähnliches Modell als Iveco Tector angeboten.

## Erste Generation
1992 erschien das Nachfolgemodell der MK-Baureihe, der erste EuroCargo. Im Gegensatz zu seinem Vorgängermodell wurden nur noch wassergekühlte Motoren eingebaut.

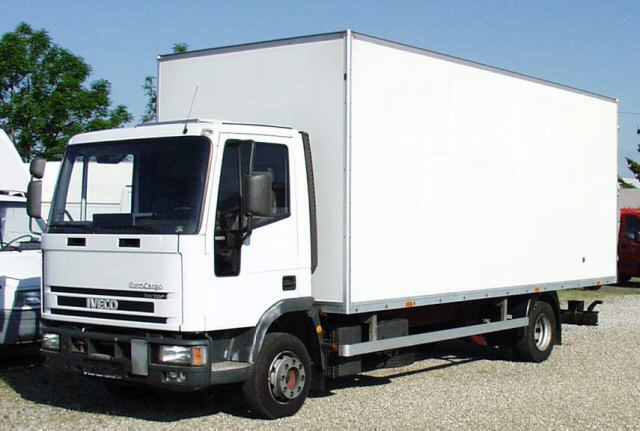
Iveco EuroCargo mit Kofferaufbau
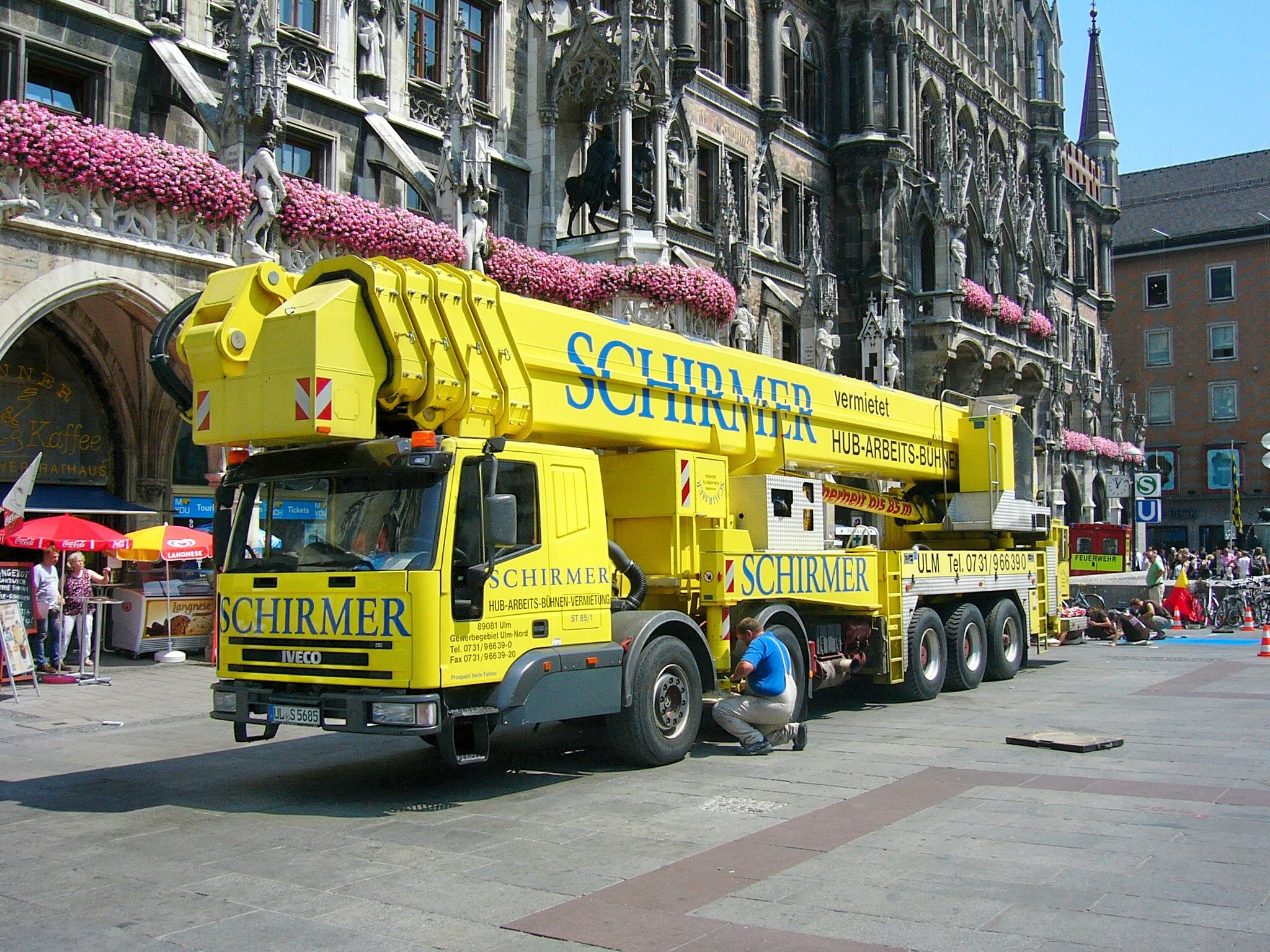
Teleskopbühne WUMAG elevant WT 850 mit Kabine des Iveco EuroCargo
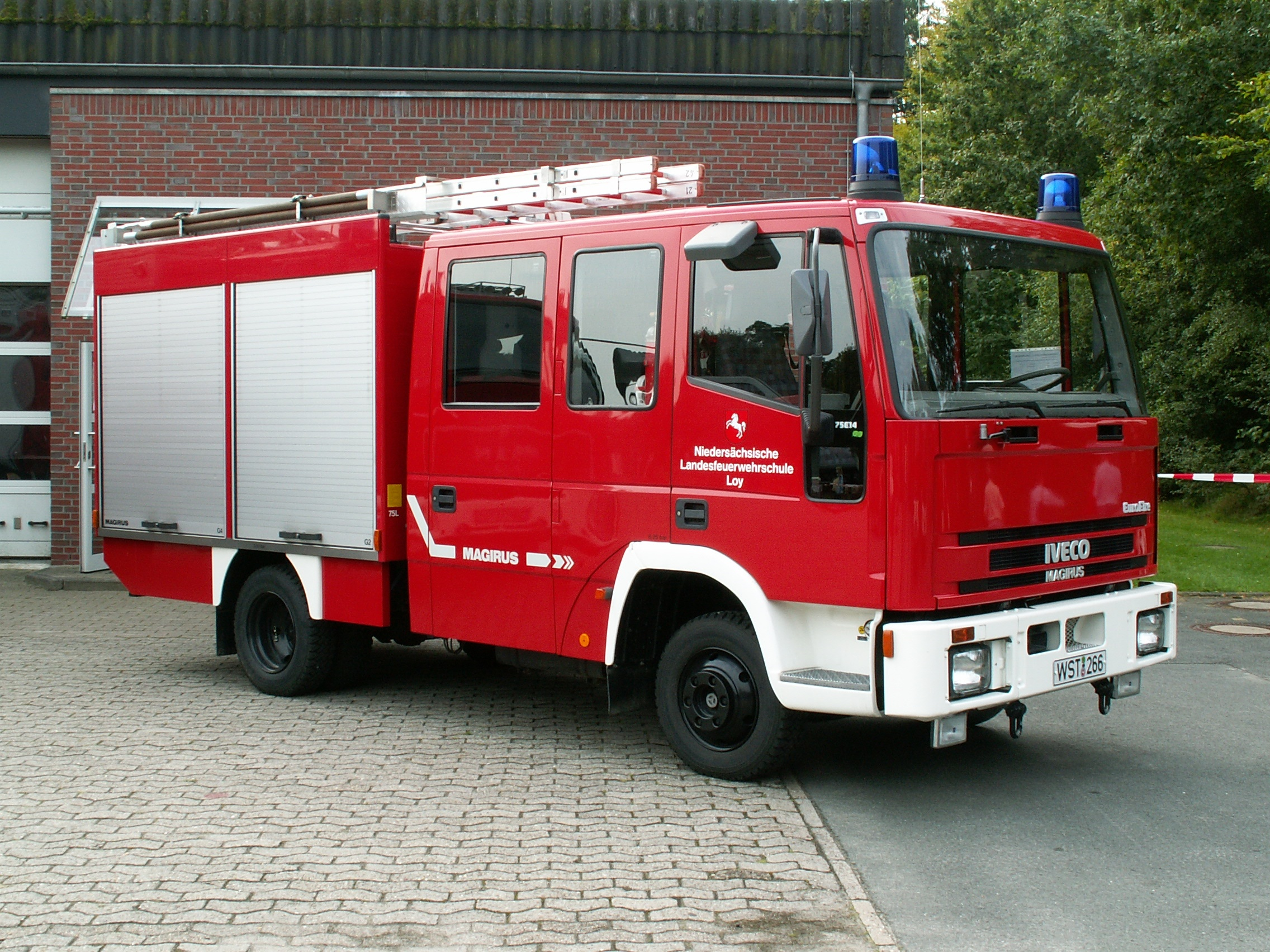
Iveco EuroCargo als Feuerwehrfahrzeug mit Doppelkabine
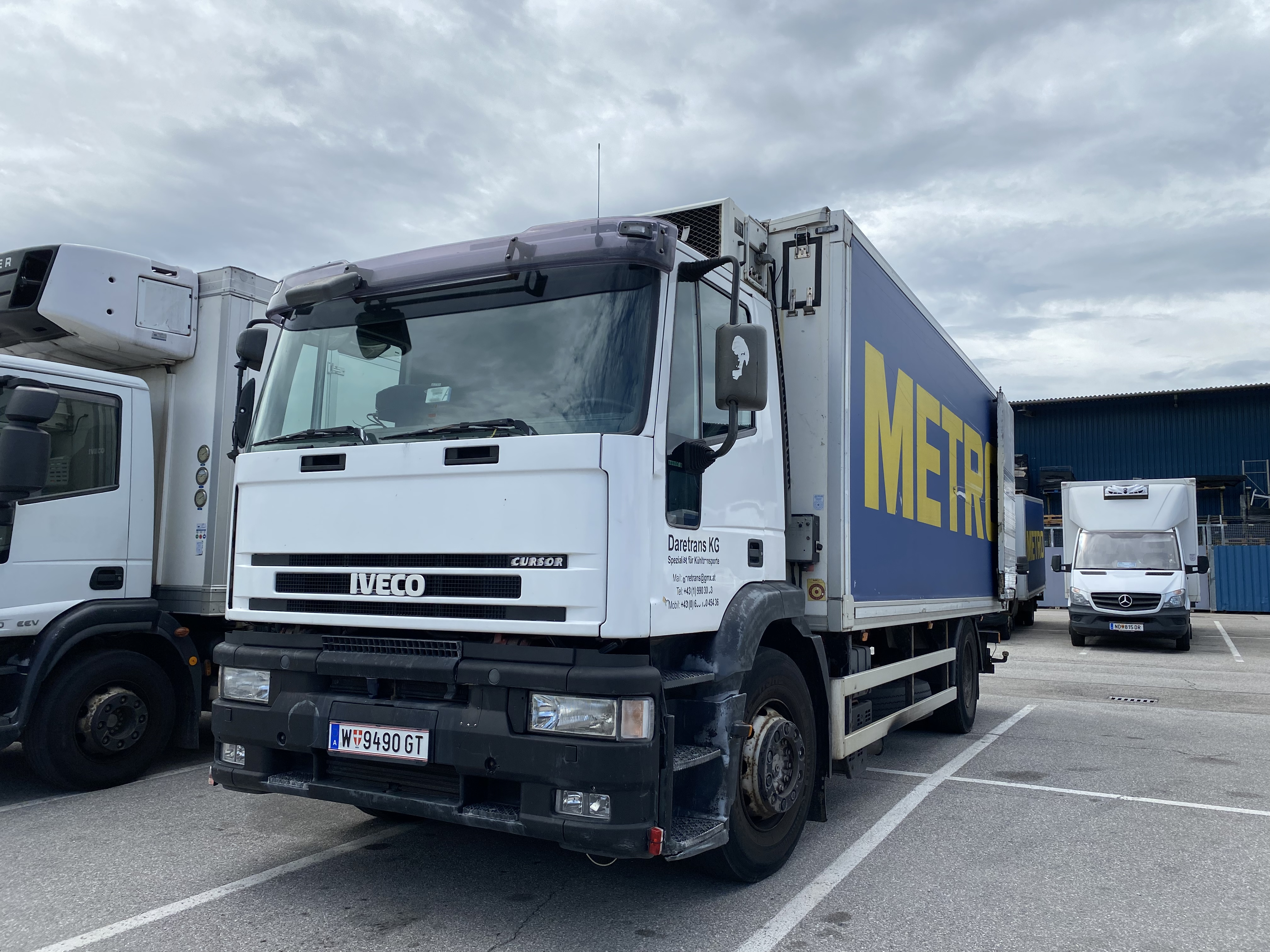
Iveco EuroCargo in Vösendorf bei Wien
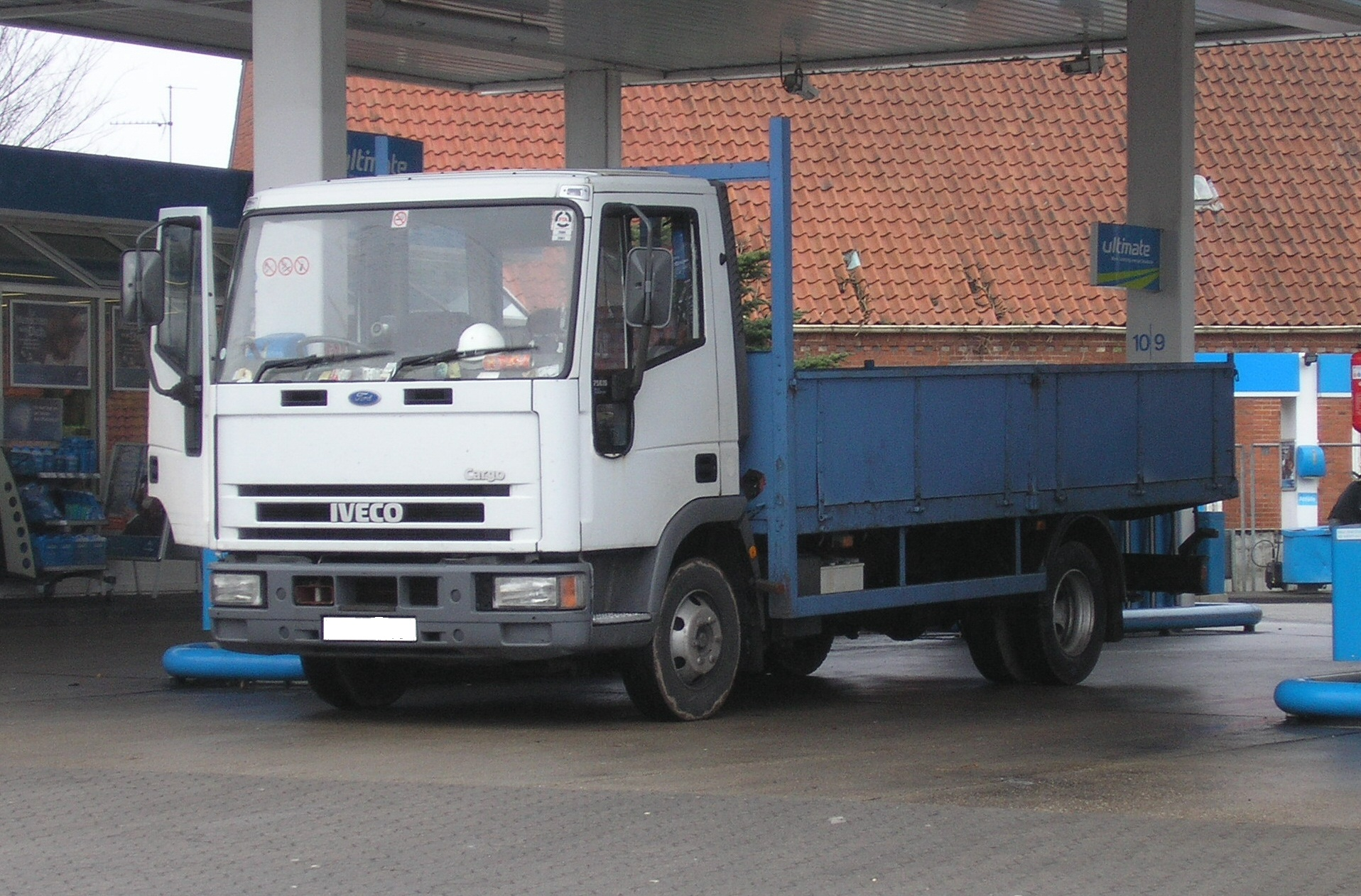
IVECO-Ford Cargo

## Zweite Generation
2002 erschien die zweite Generation des Eurocargo.

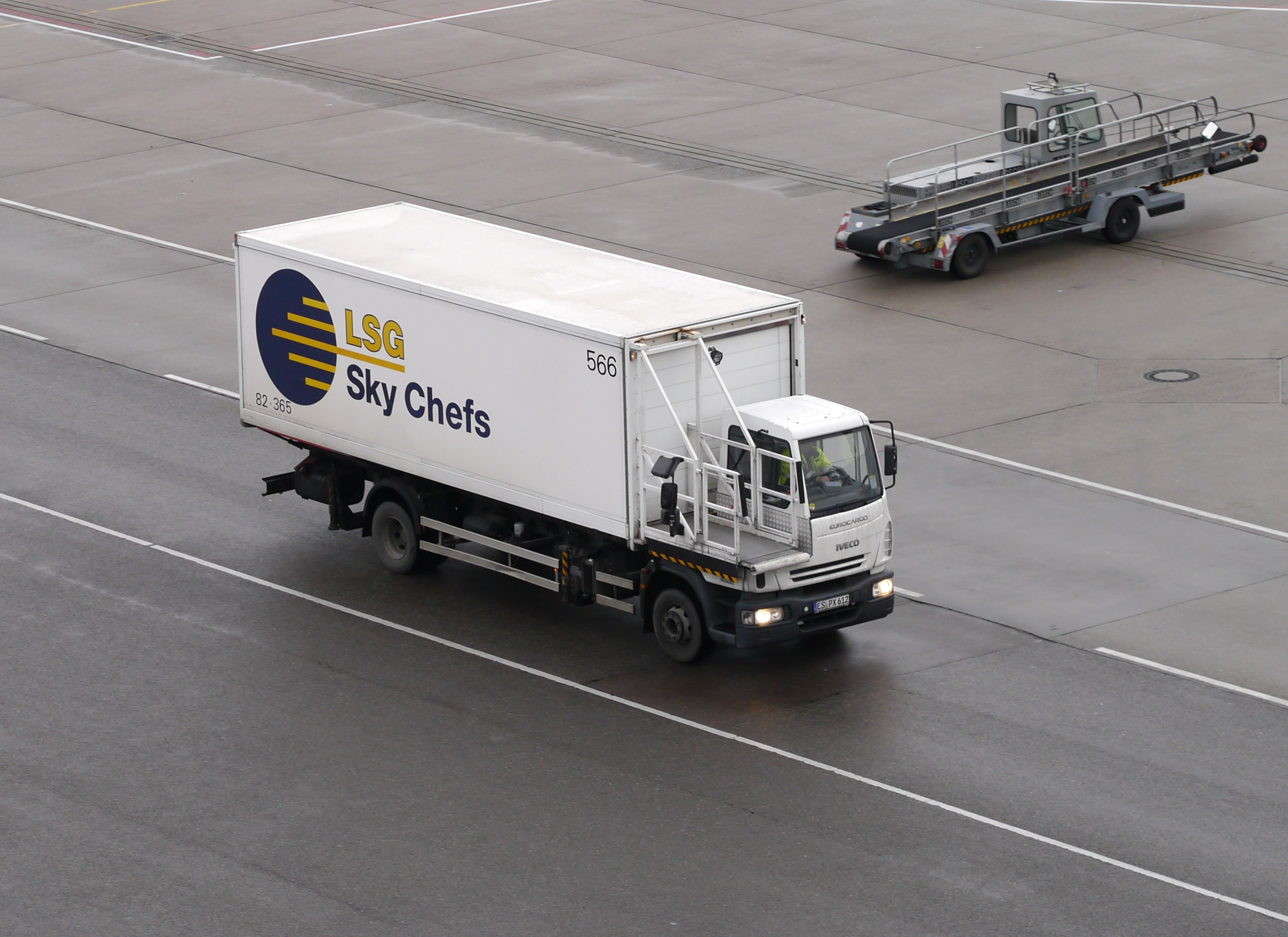
Iveco Eurocargo mit verkleinertem Führerhaus auf dem Stuttgarter Flughafen
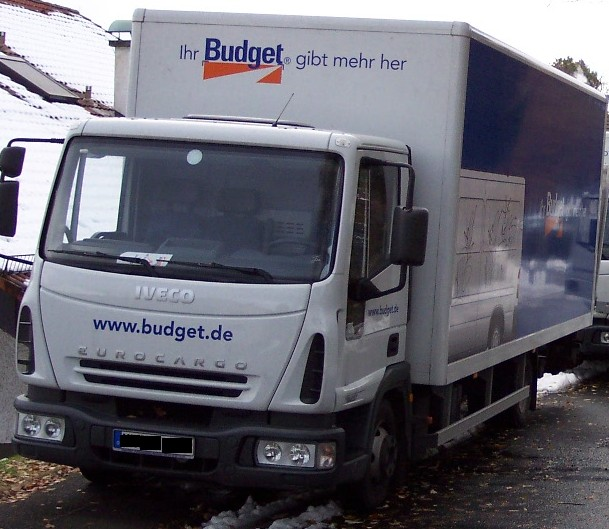
Iveco Eurocargo mit Kofferaufbau
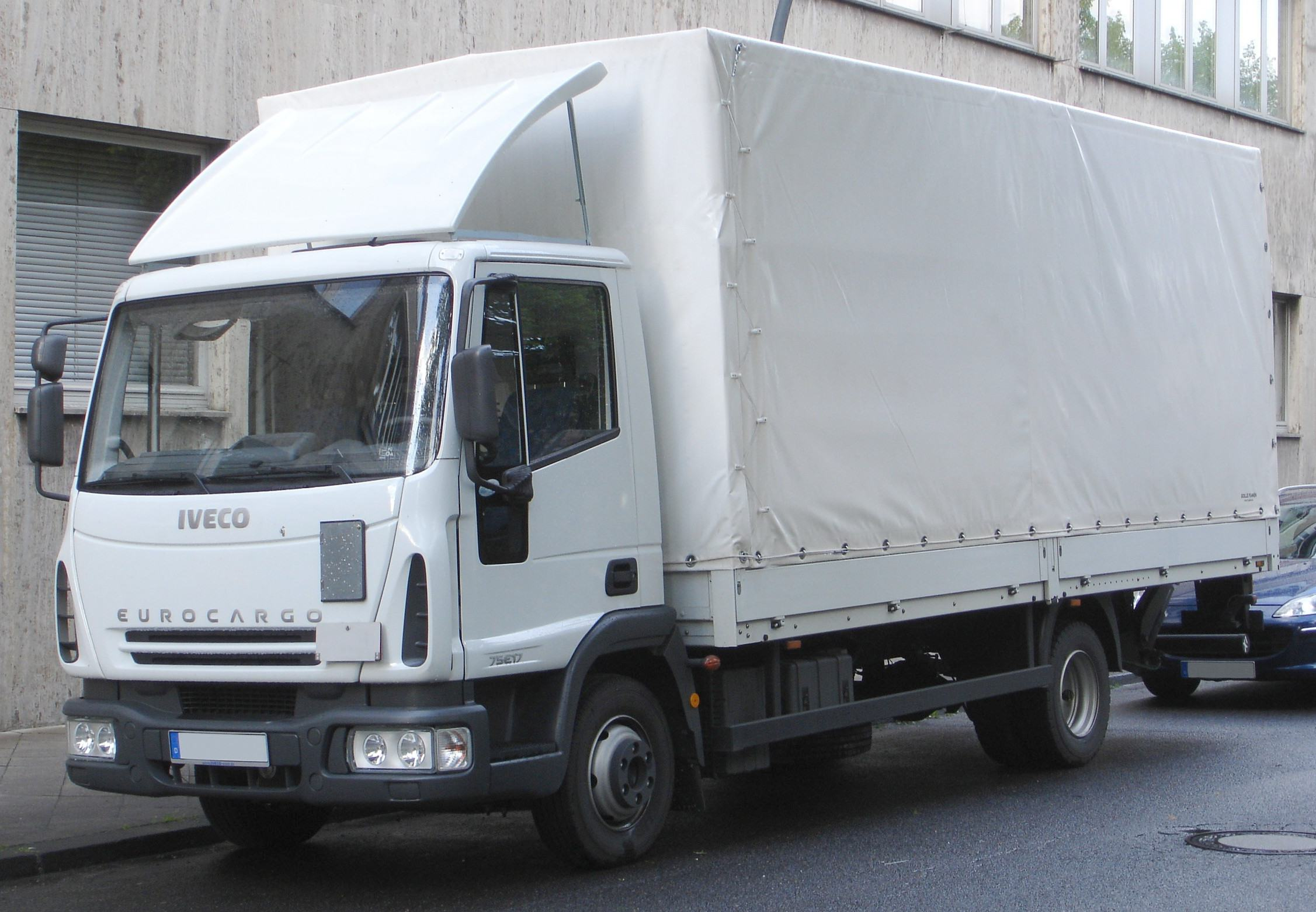
Iveco Eurocargo als Pritschenwagen mit Plane
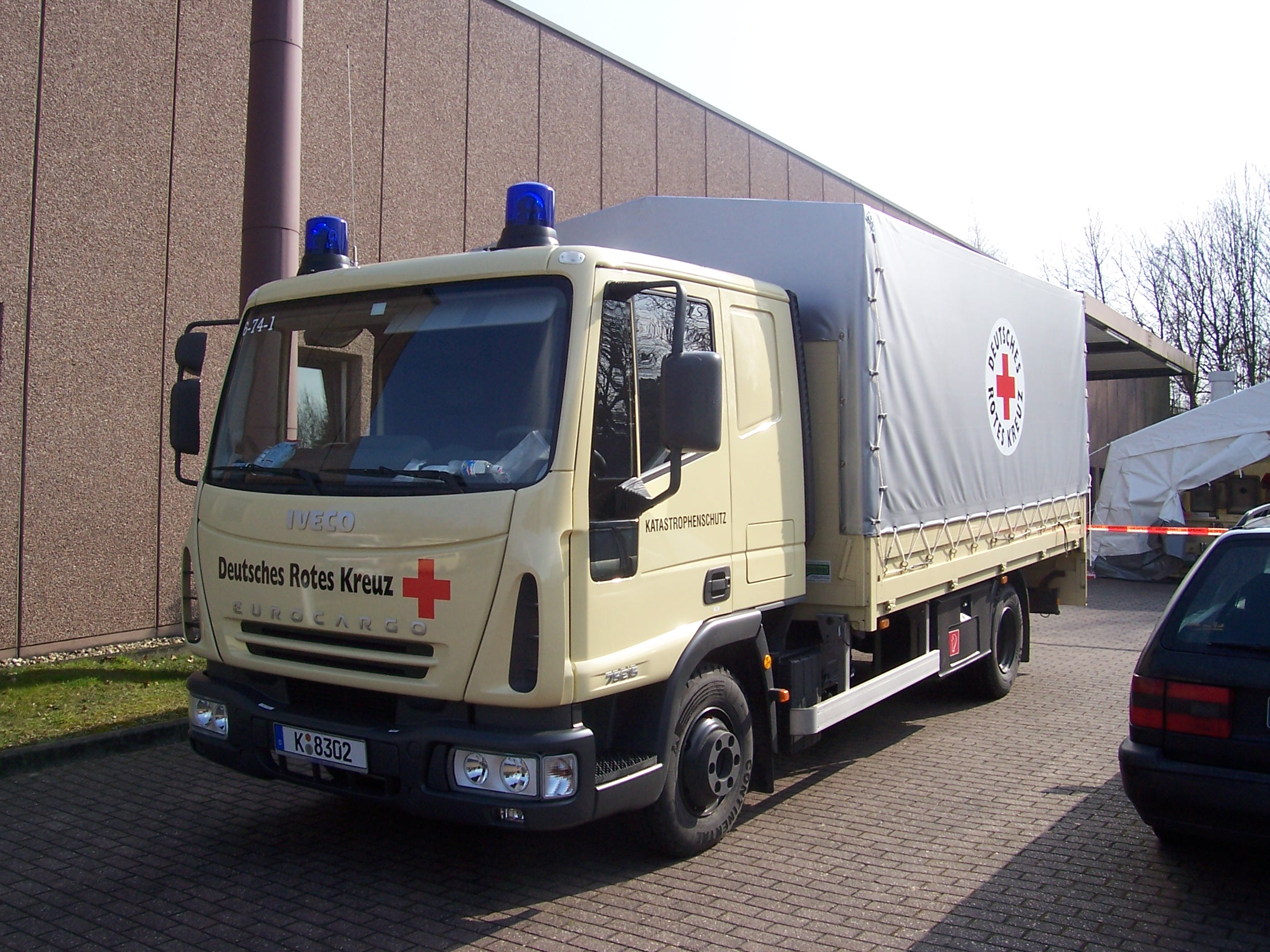
Iveco Eurocargo als Betreuungslastkraftwagen
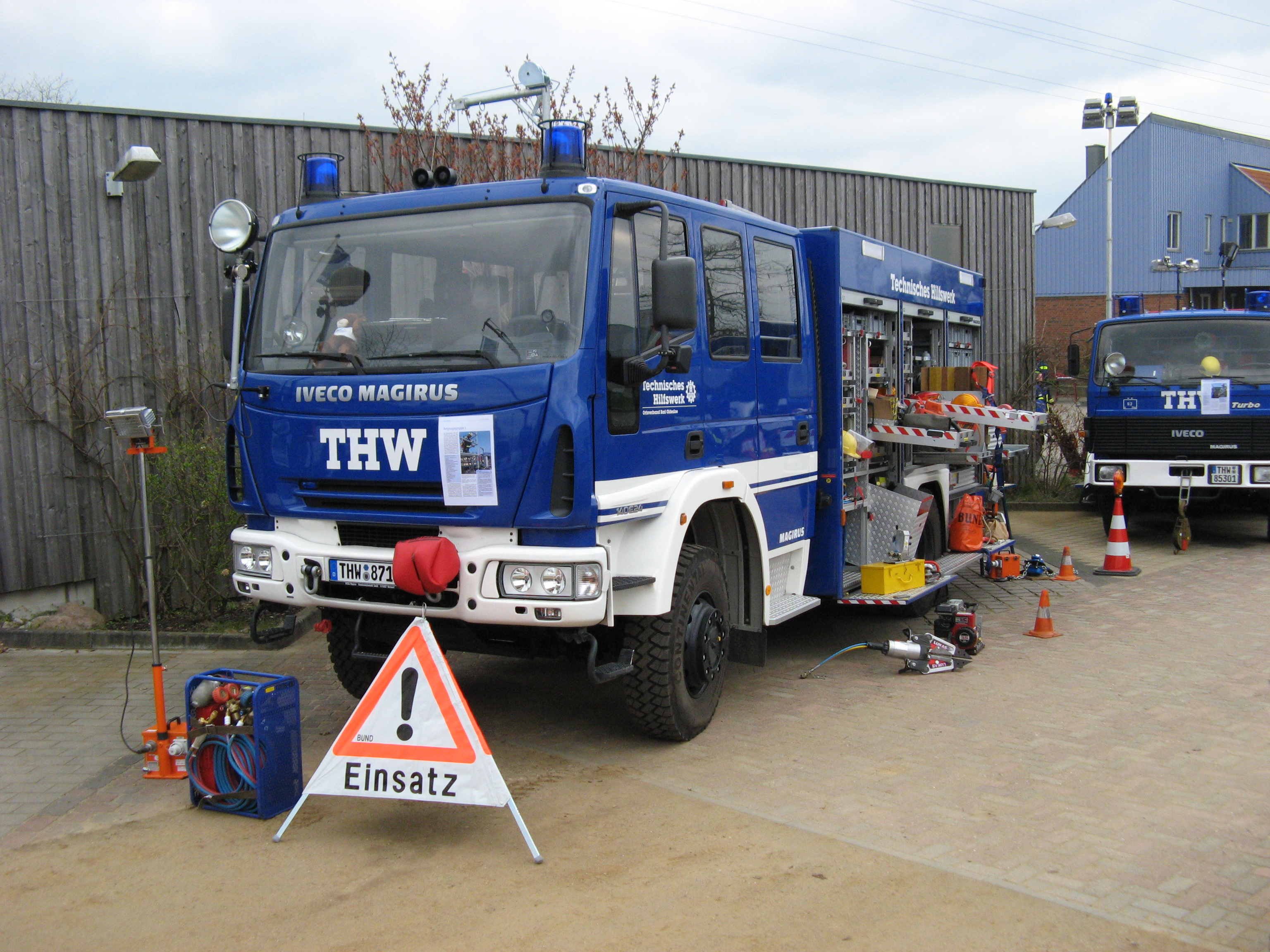
Iveco Eurocargo als Gerätekraftwagen beim THW Bad Oldesloe

## Dritte Generation
2008 erschien die dritte Generation des Eurocargo (MY2008).

## Vierte Generation
Der im September 2015 vorgestellte Eurocargo IV wird seit 2016 an Kunden ausgeliefert. Dabei setzt Iveco neben Dieselmotoren auch auf Erdgasmotoren.

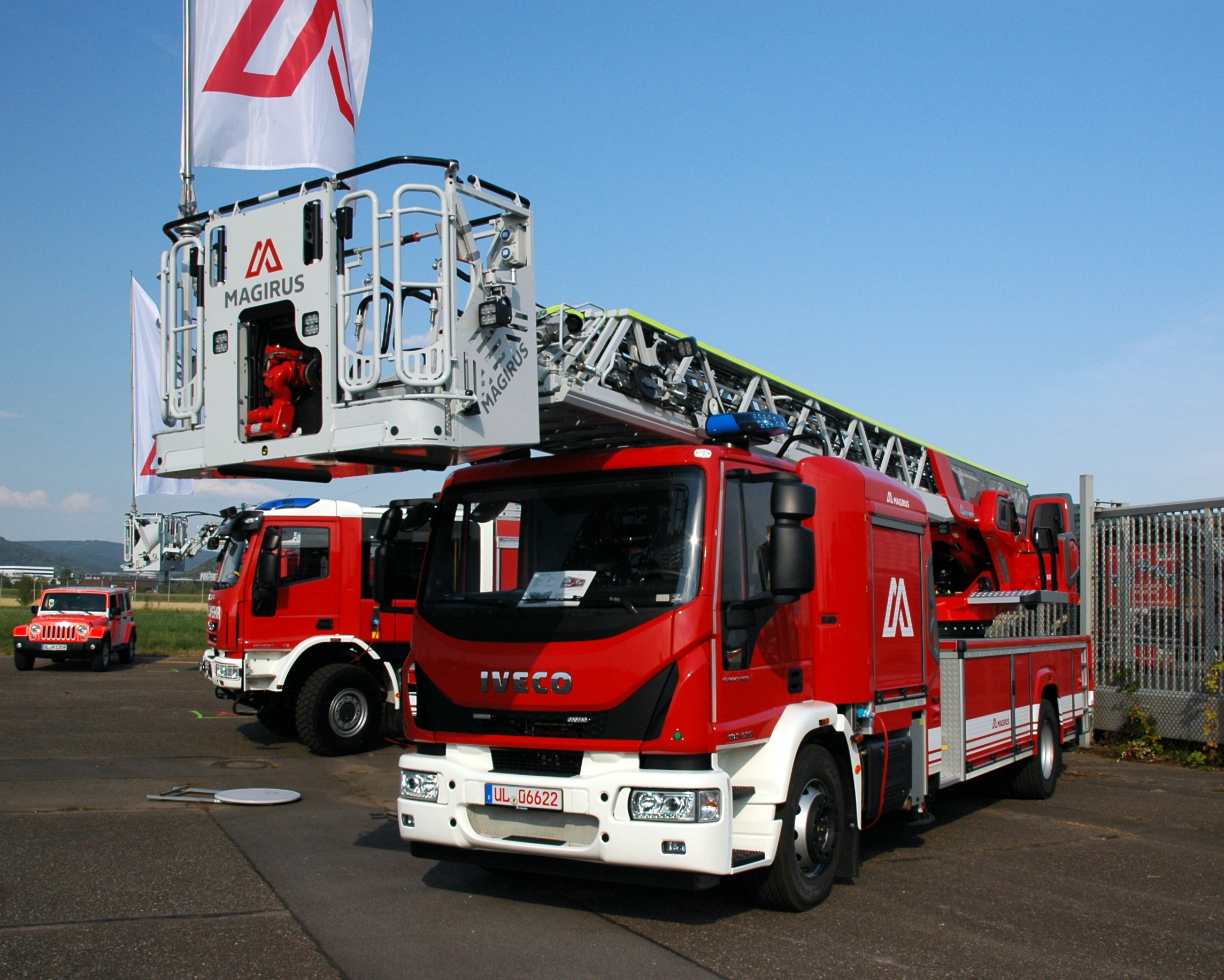
Iveco EuroCargo IV als Feuerwehrfahrzeug
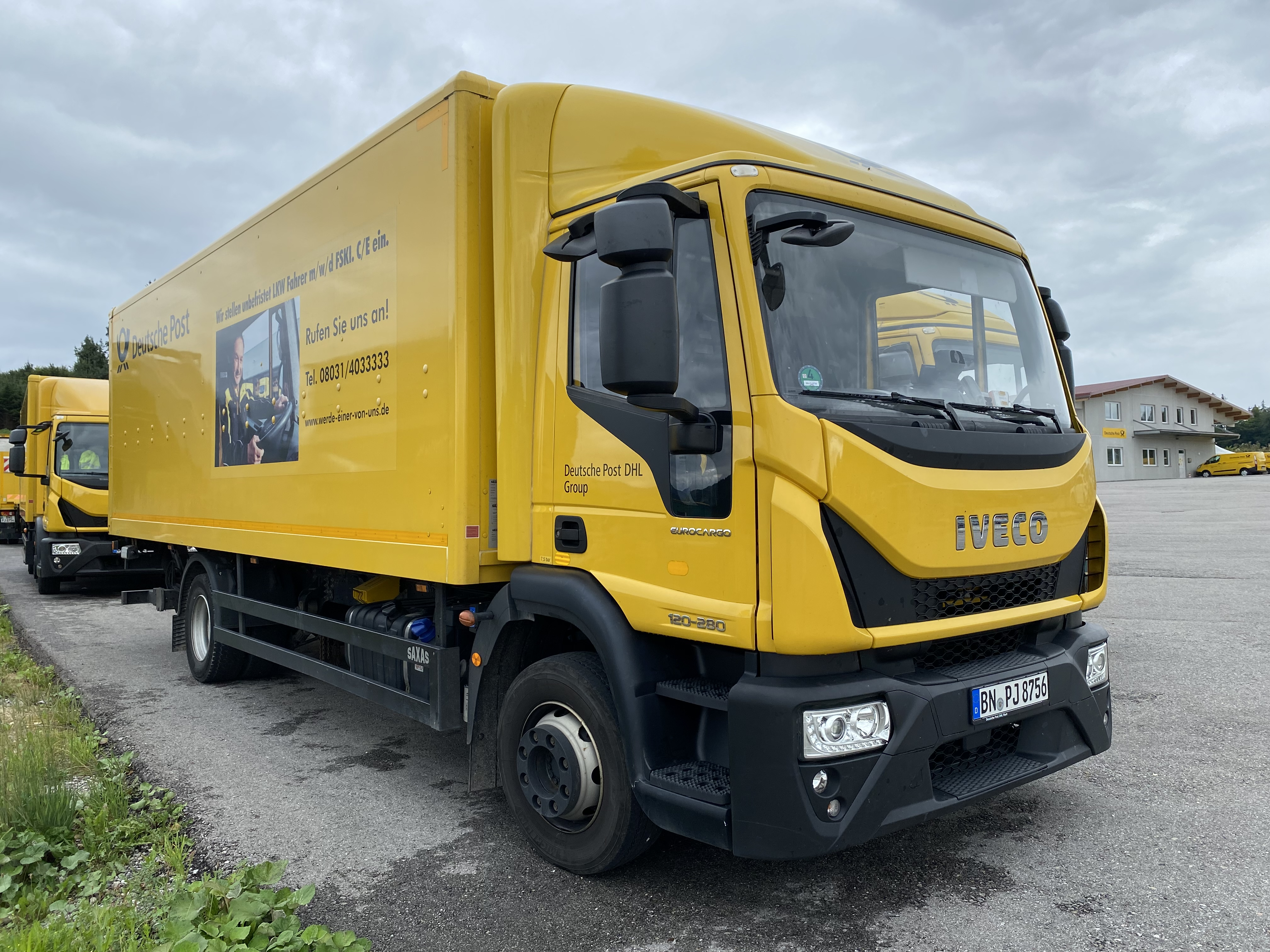
Iveco EuroCargo 120-280 der Deutschen Post
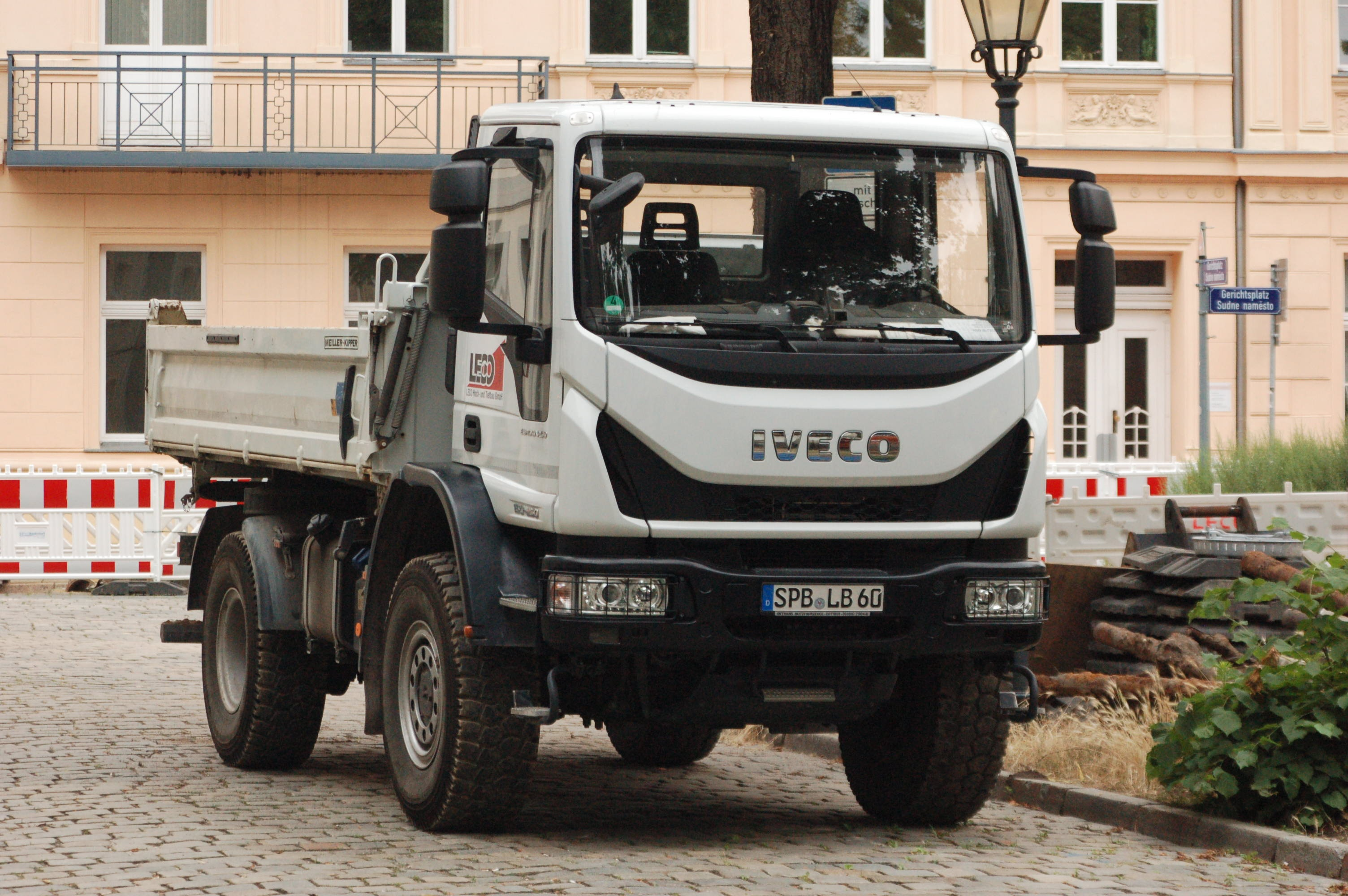
Offroad-Modell mit Kipper als Baustellenfahrzeug

## Motorisierung
Insgesamt stehen sieben Dieselvarianten und eine Erdgasvariante zur Verfügung. Die Tector-Baureihe besteht aus Vier-Zylinder-Motoren mit 4,5 l Hubraum und 160/190/210 PS sowie aus Sechs-Zylinder Motoren mit 6,7 l Hubraum und 220/250/280/320 PS. Alle Varianten sind Common-Rail Motoren und erfüllen Euro VI D.
Die Abgasreinigung erfolgt bei den Dieselmotoren mittels Hi-SCR. Beim Erdgasmotor wird ein 3-Wege-Katalysator eingesetzt.
Sowohl Motorisierung als auch Gesamtgewicht lassen sich an der Seite des Fahrerhauses ablesen. Die Typbezeichnung 120E18 bezeichnet z. B. 12,0 t zulässiges Gesamtgewicht und 180 PS Motorleistung.

### Motorenvarianten (Stand 11/2020)
| Motor    | Hubraum (l) | Leistung (kW) | Drehmoment (Nm) |
| -------- | ----------- | ------------- | --------------- |
| Diesel   |             |               |                 |
| Tector 5 | 4,5         | 118           | 680             |
| Tector 5 | 4,5         | 137           | 700             |
| Tector 5 | 4,5         | 152           | 750             |
| Tector 7 | 6,7         | 162           | 800             |
| Tector 7 | 6,7         | 185           | 850             |
| Tector 7 | 6,7         | 206           | 1000            |
| Tector 7 | 6,7         | 235           | 1100            |
| Erdgas   |             |               |                 |
| Tector 6 | 6,0         | 150           | 750             |

## Getriebe
Verfügbar sind je nach Motorisierung 5-, 6- und 9-Gang-Getriebe. Automatisierte Getriebe sind mit Einführung des MY2008 verfügbar.

## Einsatzzwecke
Viele EuroCargos (4x2) werden z. B. bei der Deutschen Post und DHL eingesetzt, wo sie als „Mautbrecher“ mit 11,9 t zGG und Kofferaufbau den regionalen Verteilerverkehr übernehmen. In dieser Hinsicht hat der EuroCargo durch sein geringes Eigengewicht einen Vorteil gegenüber Konkurrenzmodellen und ermöglicht so (geringfügig) höhere Zuladungen. Zur Gewichtsreduktion bestehen große Teile des Führerhauses aus Verbundwerkstoffen wie GFK.
Im Katastrophenschutz wird der Eurocargo sowohl vom Zivilschutz als Transportfahrzeug aber auch beim THW als 4x4 geländegängiges Fahrzeug mit kurzem Radstand eingesetzt.
Über die BwFuhrparkService GmbH verfügt auch die Bundeswehr über 227 Eurocargo Allrad-Fahrzeuge in ziviler weißer und militärischer bronzegrüner Lackierung.

## Auszeichnungen
Der Iveco Eurocargo hat die Auszeichnungen „International Truck of the Year“ 1992 und 2016 erhalten. Die renommierte Auszeichnung wurde unter anderem verliehen, weil der Eurocargo der einzige mittelschwere LKW ist, der die strengen Euro VI Vorgaben mit einem erstaunlich weniger komplexen Abgasnachbehandlungssystem wirksam erfüllt. Zudem konnten die TCO (Kosten über die Lebensdauer) deutlich gesenkt werden.